# Harold Reitsema
Harold J. Reitsema (ur. 1948) – amerykański astronom.
Wchodził w skład zespołów, które odkryły Larissę, siódmy ze znanych księżyców Neptuna, i Telesto, trzynasty księżyc Saturna. Reitsema i jego koledzy odkryli te księżyce poprzez naziemne obserwacje teleskopowe.
Wykorzystując koronograficzny system obrazowania z jednym z pierwszych elementów światłoczułych dostępnych dla astronomów, Reitsema i jego zespół zauważyli Telesto 8 kwietnia 1980, dwa miesiące po tym jak obserwowali jako jedni z pierwszych Janusa, również księżyc Saturna. Reitsema, jako część innej drużyny astronomów, odkrył Larissę 24 maja 1981, podczas obserwacji okultacji gwiazdy przez system Neptuna.
Reitsema był kierownikiem Space Science Advanced Programs przy Ball Aerospace & Technologies Corp. w Boulder (Kolorado). Wchodził w skład zespołów pracujących nad wieloma misjami kosmicznymi NASA, w tym Kosmicznym Teleskopem Spitzera, Kosmicznym Teleskopem Keplera i New Horizons.
Planetoida (13327) Reitsema została nazwana na jego cześć.